# فینال سوپر جام فوتبال اسپانیا ۲۰۲۲
فینال سوپر جام اسپانیا ۲۰۲۲ برندهٔ سوپر جام اسپانیا ۲۲–۲۰۲۱، سی و هشتمین دوره مسابقات سالانهٔ سوپر جام فوتبال اسپانیا را تعیین کرد. این بازی در تاریخ ۱۶ ژانویهٔ ۲۰۲۲ در ورزشگاه بین‌المللی ملک فهد در ریاض، عربستان سعودی برگزار شد. این مسابقه بین اتلتیک بیلبائو نایب قهرمان کوپا دل ری ۲۱–۲۰۲۰ و رئال مادرید نایب قهرمان لا لیگا ۲۱–۲۰۲۰ بود، اولین باری که این باشگاه‌ها از زمان فینال کوپا دل ژنرالیسیمو در سال ۱۹۵۸ به‌طور مستقیم برای کسب یک جام به رقابت پرداختند.
رئال مادرید در فینال ۲–۰ برای دوازدهمین قهرمانی خود در سوپر جام اسپانیا پیروز شد.